# 新崎 (新潟市)
新崎（にいざき）は、新潟県新潟市北区の町字。現行行政地名は新崎一丁目から新崎三丁目と大字新崎。住居表示は一丁目から三丁目が実施済み区域、大字新崎が未実施区域。郵便番号は950-3134。

## 概要
1889年（明治22年）から現在までの大字。及び1981年（昭和56年）から現在までの町名。阿賀野川下流右岸に位置し、もとは江戸時代から　まであった新崎村の区域の一部。

### 隣接する町字
北から東回り順に、以下の町字と隣接する。
- つくし野
- 松潟
- すみれ野
- 濁川

※新発田川を挟んで樋ノ入、木崎と隣接。新井郷川を挟んで森下、高森と隣接。

## 歴史
新崎村の開発に関しては、天文年間に武田氏に追われて古山家外七人衆が開発したという伝承がある。

### 分立した町字
1889年（明治22年）以後に、以下の町字が分立。
すみれ野（すみれの）
1995年（平成7年）11月18日に分立した町字。

### 年表
- 1889年（明治22年）4月1日 : 合併により濁川村の大字となる。
- 1954年（昭和29年）11月1日 : 合併により新潟市の大字となる。
- 2007年（平成19年）4月1日 : 新潟市の政令指定都市移行により、北区の大字となる。

## 世帯数と人口
2018年（平成30年）1月31日現在の世帯数と人口は以下の通りである。
| 大字・丁目 | 世帯数  | 人口    |
| ---------- | ------- | ------- |
| 新崎       | 172世帯 | 448人   |
| 新崎一丁目 | 187世帯 | 380人   |
| 新崎二丁目 | 315世帯 | 813人   |
| 新崎三丁目 | 69世帯  | 182人   |
| 計         | 743世帯 | 1,823人 |

## 小・中学校の学区
市立小・中学校に通う場合、学区は以下の通りとなる。
| 大字・丁目 | 番地 | 小学校             | 中学校             |
| ---------- | ---- | ------------------ | ------------------ |
| 新崎       | 全域 | 新潟市立濁川小学校 | 新潟市立濁川中学校 |
| 新崎一丁目 | 全域 | 新潟市立濁川小学校 | 新潟市立濁川中学校 |
| 新崎二丁目 | 全域 | 新潟市立濁川小学校 | 新潟市立濁川中学校 |
| 新崎三丁目 | 全域 | 新潟市立濁川小学校 | 新潟市立濁川中学校 |

## 主な企業・施設
- 新潟市立濁川中学校

## 文化
新崎甚句
秋祭りの盆踊りで踊られる甚句。口説形式をとり、独特の節回しが特徴。
新崎伊佐弥神楽
新崎諏訪神社の祭礼と蒲原まつりで演じられる。太鼓と笛の音に合わせて四人の踊り手が舞う四つ切舞や、獅子舞があり百数十年の歴史を持つ。もともとは京都で生まれたものが、新発田や豊栄の集落を通じて伝わったとされる。

## 交通

### 鉄道
東日本旅客鉄道在来線
- 新崎駅
  - ■白新線

### 道路
県道
- 新潟県道3号新潟新発田村上線
- 新潟県道15号新潟長浦水原線
- 新潟県道27号新潟安田線
- 新潟県道352号新崎停車場線

### バス
新潟交通路線バス
- 泰平橋東詰 - 新崎駅前 - 新崎 - 濁川中学前
  - E44　新潟競馬場 行
  - E44　大形本町経由　新潟駅前・万代シテイ行
  - E46　新発田営業所 行
  - E46　大形本町経由　新潟駅前・万代シテイ行
- 泰平橋東詰 - 新崎鉄工団地前
  - E45　早通駅前経由 豊栄駅前 行
  - E45　大形本町経由　新潟駅前・万代シテイ行

北区バス
- 新崎駅北口
  - （陽光ニュータウンルート）新崎駅北口　行
- 新崎駅北口 - 新崎
  - （陽光ニュータウンルート）陽光ニュータウン　行
- 新崎駅北口 - 新崎 - 濁川中学校前
  - （陽光ニュータウンルート）北区文化会館　行

※区バスは、いずれも土曜・休日・年末年始は全便運休